# Metalexikografie
Metalexikografie ist die „wissenschaftliche Beschäftigung mit Fragen der Wörterbuchkonzeption und der wissenschaftlichen Analyse von Wörterbüchern“.
Die Metalexikografie ist damit eine Metaebene der Lexikografie. Der Ausdruck Lexikografie wird allerdings auch im Sinne von Metalexikografie verwendet.